# John Doherty
John Doherty (Buncrana, Inishowen, Irlanda, 1798-14 de abril de 1854) fue un sindicalista radical y reformador obrero irlandés, que dedicó su vida a la reforma política y social.
Se casó con su esposa, Laura, en 1821 y tuvo cuatro hijos. Murió a los 56 años, de una presunta enfermedad cardíaca.

## Primeros años
Doherty, nació en el seno de una familia católica, comenzó su carrera como hilandero de algodón a los diez años en su ciudad natal de Buncrana. Más tarde se trasladó a Larne, una pequeña ciudad al norte de Belfast, donde volvió a trabajar en la pujante industria del algodón, que se beneficiaba en parte de la inversión de los fabricantes de Mánchester. En un momento de emigración masiva a Inglaterra y Escocia parece casi natural que Doherty siga este camino y en 1816 se trasladó a Mánchester, el hogar de la industria algodonera, posiblemente en busca de salarios más altos ofrecidos a los trabajadores con su experiencia significativa.

## Doherty y el sindicalismo
Tras la reubicación de Doherty en Mánchester, no pasó mucho tiempo antes de que se involucrara en el creciente movimiento de los obreros por mejores salarios y mejores condiciones. En 1818 fue uno de los protagonistas de la huelga de hilanderos y fue encarcelado durante dos años. En lugar de disuadir a Doherty, esto simplemente aumentó su deseo de obtener mejores condiciones para él y sus compañeros de trabajo y continuó siendo un miembro activo de la Amalgamated Association of Operative Cotton Spinners después de su liberación. En 1828 Doherty fue elegido líder de la Unión de Hiladores de Mánchester y al año siguiente dirigió al grupo en una huelga de seis meses contra la reducción de salarios. La hambruna obligó a los huelguistas a volver a trabajar y, aunque esto se consideró un fracaso, tras la baja participación, Doherty se mantuvo firme y pronto fundó la Unión General de Hiladores de Algodón.
La Unión General de Hiladores de Algodón (General Union of Cotton Spinners) fue un proyecto ambicioso, con la intención de vincular los sindicatos de hiladores ingleses con los de Irlanda y Escocia. Doherty se dio cuenta de que un pequeño número de hilanderos en huelga cambiaría muy poco, pero detener toda una industria obligaría a replantearse los salarios y las condiciones. Esto era demasiado ambicioso: en 1831 el sindicato se derrumbó después de seis meses de huelga. El frente unido planeado nunca se formó, ya que los hilanderos escoceses e irlandeses se negaron a unirse, dejando la protesta hecha jirones.
Doherty también participó en la creación de la Asociación Nacional para la Protección del Trabajo, pero este ambicioso proyecto, destinado a proporcionar un sindicato general de trabajadores de todos los oficios, fue igualmente poco apoyado y colapsó en 1832.
E. P. Thompson sugirió, en The Making of the English Working Class (La formación de la clase obrera inglesa), que en la historia de los movimientos de la clase obrera entre 1780 y 1832, fue uno de los tres, junto con Gravener Henson y John Gast, que habían sido líderes sobresalientes.

## Doherty el librero
A partir de 1832 Doherty pasó a un segundo plano en el movimiento sindical y se estableció como librero e impresor, trabajando en Withy Grove en Mánchester. Aunque menos involucrado con el movimiento general, Doherty continuó publicando un diario radical titulado The Voice of the People (La Voz del Pueblo) que se enfocaba en la difícil situación de los trabajadores de las fábricas y molinos y llamaba a la reforma. En un intento de difundir sus causas, Doherty abrió más tarde una zona de lectura gratuita dentro de su tienda donde se animaba al público a relajarse y a leer sus artículos que llamaban a la reforma.

## Doherty y el Movimiento Obrero
Fue mientras trabajaba como editor que el interés de Doherty en el Movimiento Obrero alcanzó su punto máximo y después de su liberación de la cárcel debido a los comentarios calumniosos hechos en La Voz del Pueblo, se involucró con su compañero radical Robert Owen. Juntos se propusieron obtener horarios y condiciones de trabajo más justos para los trabajadores de las fábricas y formaron la Sociedad para Promover la Regeneración Nacional.
Doherty publicó The Poor Man's Advocate y dentro de ella relató la historia de Robert Blincoe, un extrabajador infantil. Esto llevó a Doherty a centrar su interés en las condiciones de trabajo de las mujeres y los niños, especialmente en los días excepcionalmente largos que se esperaba que muchos trabajaran. Doherty fijó el hacer campaña para una reducción de horas de trabajo a no más de diez por día, conocido como la cuenta de diez horas. El Parlamento finalmente aceptó estas peticiones como parte de las Factory Acts de 1847 y el trabajo implacable de Doherty había valido la pena.

## Vida personal
A lo largo de su carrera se formularon numerosas acusaciones sobre el carácter de John Doherty en un intento de desacreditarlo a él y al movimiento sindical que apoyaba. Se sugirió que Doherty había obtenido inicialmente un empleo en Mánchester utilizando un certificado de carácter falsificado de Belfast. Esta fue una acusación que Doherty nunca refutó completamente y que fue utilizada por sus oponentes para demostrar que no era un personaje confiable, particularmente durante las diez horas que duró el debate del movimiento.: 97 
Doherty también fue acusado de cumplir una sentencia de prisión después de haber cometido una "agresión grave contra una mujer" después de un incidente menor con su esposa. Este no fue el caso y parece haber sido confundido deliberadamente o de otra manera con el tiempo que Doherty pasó en prisión después de las huelgas de 1818 y más tarde en 1832 después de la acción por difamación.

## Muerte
Poco se sabe sobre las actividades de Doherty inmediatamente antes de su muerte. Dejó de trabajar como impresor y librero en 1842 y parece haber llevado una vida tranquila hasta su muerte el 14 de abril de 1854. El reporte forense informó que la muerte de Doherty se debió a una "enfermedad del corazón, que fue evidentemente de larga duración debido al gran agrandamiento del corazón".